# Pesucen (Kalipuro)
Pesucen is een bestuurslaag in het regentschap Banyuwangi van de provincie Oost-Java, Indonesië. Pesucen telt 4044 inwoners (volkstelling 2010).